# Toi toi toi
Toi toi toi（トイ・トイ・トイ）はRKB毎日放送（RKBラジオ）が2021年9月27日（月）から放送しているラジオの生ワイド番組。大阪府大阪市中央区のピラティススタジオConditioning & Pilates TOI TOI TOIとは現在のところ関係性はない。

## 概要
『笑売繁盛! ウメ子食堂』の月曜から木曜の放送枠を受け継ぎ、新たに平日午前中の生ワイド番組として放送開始。
この番組は、福岡を拠点に活動している山口たかしと気象予報士の資格を持っているRKBアナウンサーの宮脇憲一が曜日担当のパーソナリティとトークを繰り広げるもの。なお、この番組のタイトルである『Toi toi toi』とは、ドイツに存在するおまじないで、この番組自体が「応援されているような心地にしたい」という思いからこのタイトルになったという。
Toi toi toiとはドイツ語で”うまくいきますように！！”というおまじない。
福岡随一のトリビアン芸人の山口たかしと、スマホコンシェルジュ、子育てインストラクター、コスメマスターなどの顔を持つ、多彩なハルが、知識教養を駆使して、エリア情報やSNSで話題になっているさまざまな事象を発信する４時間。相手を務める女性パーソナリティ陣も、それぞれが持つ得意分野を生かしたトークを展開。
　このほか、スナッピー (ラジオカー)のリポートや飛び入りゲストも！

## 放送時間
- 月曜から木曜 9:00-13:00

## 出演者
メインパーソナリティ
- 月・火・木曜：山口たかし
- 水曜：宮脇憲一　→　ハル（HARU）→　坂田周大（2023年3月28日～）

パーソナリティ
- 月曜：内村麻美　→　植村友紀（2024年4月～）
- 火曜：植村友紀　→　内村麻美（2024年4月～）
- 水曜：山口玲香
- 木曜：別府あゆみ　→　富永倫子（2024年4月～）
- 月曜-木曜：江ノ島好きっ子 煮るバナナ (スパムリスナー)

## コーナー
【番組内の　2023年3月下旬のプチリニューアル以前】
９：１７
　Toiバーイーツ　　けさの朝ごはん
９：３５
　FUN FUN FUN　　いま熱い！スポーツの話題
１０：００
　ちょいちょいちょい　　SNSで話題となっていることに「ちょいちょい」ツッコミ
１０：２２
　クイズ！なんなんなん？　　パーソナリティと一緒に耳を駆使してクイズに挑戦
１０：３０
　連続ラジオドラマ　～シアワセの高取家～
１１：００
　シュンシュンシュン　　リポーターやスペシャリストに聞く、いま「旬」な話題
１１：２０
　プレイバック・パート4　　日替わりで登場する女性パーソナリティによる気になる話
１１：２９
　ありがとう～世界一短い感謝状～　　子供たちからの「ありがとう」をご紹介
１２：００
　豆知識アワー！ソイソイソイ　　今！あなたに教えたい豆知識
このほか、スナッピー (ラジオカー)のリポートや飛び入りゲストも！
ー　ー　ー　ー　ー　ー　ー　ー　ー　ー　ー　ー　ー　ー　ー　ー　ー　ー　ー　ー　ー　ー　ー
【番組内のコーナー　2023年3月下旬のプチリニューアル以降】
９：００
　今日の朝まめ　　今日の一日の役に立つ？雑学・豆知識紹介
９：２０
　プレイバック・パート4　　日替わりで登場する女性パーソナリティによる気になる話
９：３５
　FUN FUN FUN　　スポーツ、エンタメ、映画、グルメ
　　　　　　　　　　「好き・楽しむ」をキーワードに様々なジャンルで
９：４０
　ラジオショッピング
９：５０
　ニュース・天気予報
１０：００
　ちょいちょいちょい　　SNSで話題となっていることに「ちょいちょい」ツッコミ
１０：２２
　クイズ！なんなんなん？　　パーソナリティと一緒に耳を駆使してクイズに挑戦
１０：４０
　ラジオショッピング
１０：５０
　ニュース・天気予報
１１：００
　シュンシュンシュン　　リポーターやスペシャリストに聞く、いま「旬」な話題
１１：４０
　ラジオショッピング
１１：５０
　ニュース・天気予報
１２：００
　こちらにもおたよりください　　面白エピソードメッセージ紹介
１２：２０
　ゲストコーナーor日替わりコーナー　　木曜日：龍山康朗（RKB気象予報士）
１２：４０
　ラジオショッピング
１２：５０
　ニュース・天気予報